# Collection des universités de France
Pour les articles homonymes, voir CUF.
La Collection des Universités de France, abrégée C.U.F., est une collection des éditions Les Belles Lettres. Elle publie depuis 1920 la plupart des éditions de référence d'auteurs grecs et latins anciens dans un format bilingue, présentant en vis-à-vis le texte original et sa traduction française. La collection est publiée sous le patronage de l'Association Guillaume-Budé, ce qui lui vaut le surnom de « Collection Budé ».

## Historique
Selon la légende, l'idée de la collection est partie du constat fait par Joseph Vendryes qu'il lui était impossible d'emporter une quelconque édition savante d'Homère dans son bagage, lors de sa mobilisation au front lors de la Grande Guerre. Les éditions des classiques disponibles étaient rarement maniables, quand elles ne se révélaient pas de plus obsolètes, voire simplement mauvaises.
En 1917 est fondée en hommage à l'humaniste et savant du XVIe siècle Guillaume Budé l'Association qui porte son nom et qui se donne pour objectif premier la publication des classiques grecs et latins, en utilisant les ressources de la philologie française alors en constitution. En association avec la maison d'édition Les Belles Lettres, qui assure la réalisation pratique de l'Œuvre, naît la Collection des Universités de France, rapidement connue sous le nom de Collection Budé.
Les deux premiers ouvrages de la collection, brochés, paraissent simultanément en août 1920, l'un dans la série latine – le premier volume du De rerum natura de Lucrèce, dû à Alfred Ernout – l'autre dans la série grecque – le premier volume des Œuvres complètes de Platon (Hippias mineur), dû à Maurice Croiset. En dix ans, près de cent volumes sont publiés. La maison d'édition connaissant de grandes difficultés économiques à la suite de la crise des années 1930, plusieurs années passent sans que soit publié un seul volume dans la collection.
La collection est dès l'origine dirigée par Paul Mazon ; à sa mort en 1955 (ou bien dès 1939 ? ), la direction de la série grecque est successivement confiée à Alphonse Dain, Jean Irigoin et Jacques Jouanna, la série latine à Alfred Ernout, Jacques André, Paul Jal et Jean-Louis Ferrary.
Le 29 juin 2002, un incendie détruit complètement l'entrepôt des Belles Lettres et les volumes qui y étaient stockés ; ce sont en tout près de 3 millions d'ouvrages qui partent en fumée.

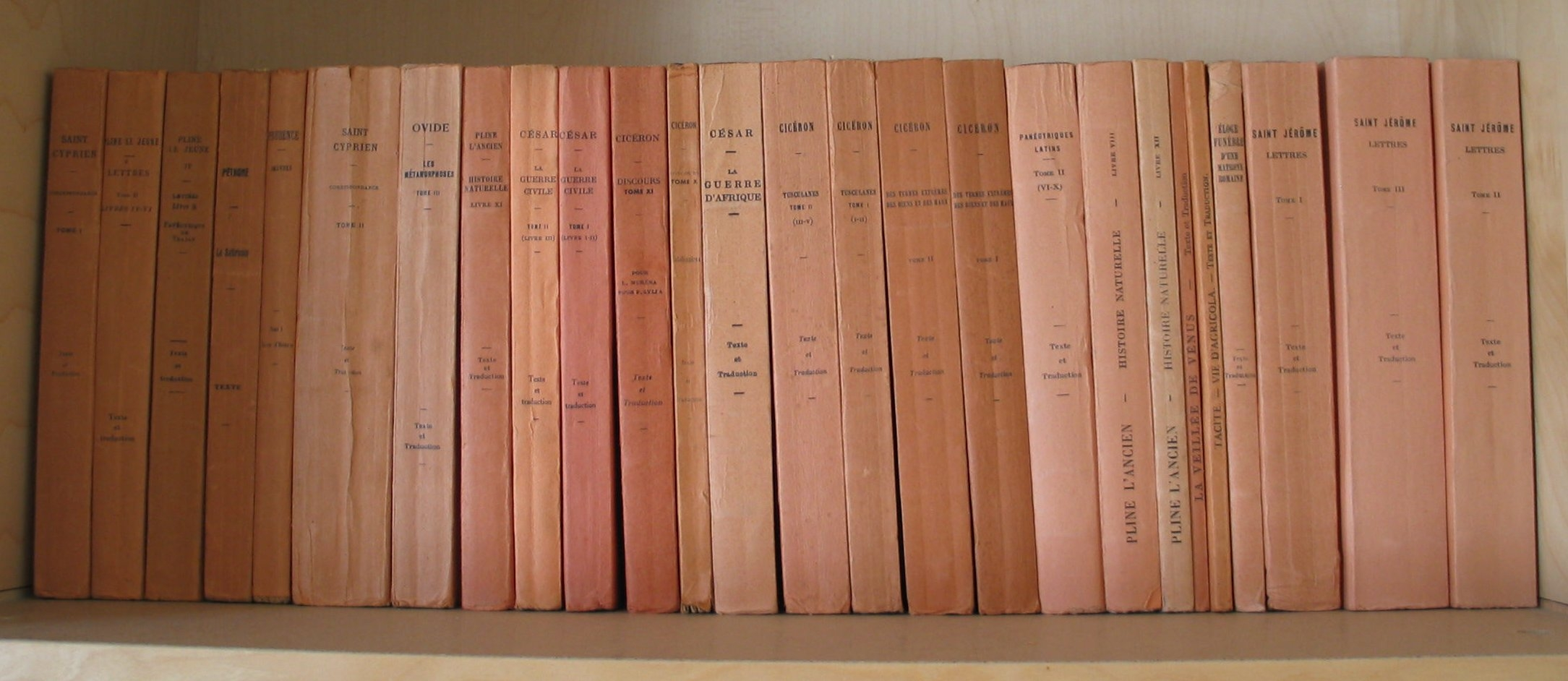
Quelques exemplaires anciens de la série latine.

## La collection aujourd'hui
La plupart des grands classiques de la littérature gréco-latine ont d'ores et déjà été publiés, mais de nouvelles éditions d'auteurs moins connus, notamment des textes fragmentaires, continuent d'être publiées, de même que des rééditions ou des traductions révisées. Le 500e volume de la série grecque, le Pronostic d'Hippocrate paraît en novembre 2013. L'éditeur déclare à sa fondation que l'entreprise devait compter 1 300 volumes, sans compter les différentes découvertes manuscrites faites au cours des XXe et XXIe siècles.
Les Budé publient les auteurs en plusieurs tomes, y compris les fragments et les pseudépigraphes. Les textes peuvent également concerner la papyrologie avec l'Anonymus Londinensis, l'épigraphie avec les Res Gestae, ou des ensembles tel l'Anthologie palatine ou le corpus des alchimistes grecs. La chronologie date du Ve siècle av. J.-C. (Hippocrate, Platon, les présocratiques à terme) au Ve siècle avec l'empire romain, si on exclut la Bibliothèque de Photios en raison de son importance historiographique.
La collection est actuellement dirigée par Jacques Jouanna pour la série grecque et Jean-Louis Ferrary pour la série latine. En 2024, la série grecque compte 569 volumes, et la série latine 438.

## La composition des ouvrages
L'association Guillaume-Budé, qui patronne la collection, mandate un directeur pour chacune des séries. Ils sont chargés de recruter les éditeurs et de superviser leurs travaux. Chaque éditeur soumet au préalable son manuscrit à un tiers spécialiste, choisi par l'association, qui est « chargé [...] d'en faire la révision et de surveiller la correction en collaboration avec » l'auteur, selon l'immuable avertissement en tête de chaque volume.

## Format des livres

Logo de la série latine.

Logo de la série grecque.

Le format des livres n'a guère changé depuis 1920. La taille d'un livre est tout d'abord bien plus modeste que ce qui se faisait généralement aux XIXe et XXe siècles. La couleur de la couverture et l'« emblème » qui orne celle-ci varient selon la série : l'aryballe en forme de chouette sur fond jaune pour la série grecque, la Louve capitoline sur fond rouge pour la série latine.
Chaque livre est muni d'une introduction substantielle – certaines peuvent occuper un volume entier – ainsi qu'éventuellement de notices individuelles dans le cas où le volume contient plusieurs œuvres. L'introduction comporte bien souvent – pas toujours – une biographie succincte de l'auteur, ainsi que la présentation de l'œuvre et les spécificités de l'édition (les choix de l'éditeur, les manuscrits utilisés pour l'établissement du texte, le stemma…). Chaque œuvre est précédée de la liste des abréviations utilisées dans l'apparat critique (les Sigla), et certaines sont munies d'un index. Le texte est établi comme suit : sur la page de droite, le texte original et en dessous l'apparat critique en latin, contenant les variantes du texte, éventuellement quelques notes de traduction ; sur la page de gauche, la traduction et les notes.

## Postérité
La collection Budé, très prisée par les étudiants en lettres classiques et en Histoire et par les universitaires, est la référence des éditions savantes d'auteurs anciens en France. Elle est également très appréciée à l'étranger, où elle s'est imposée à l'égal de la collection allemande Teubner, des Oxford Classical Texts, ou de la Loeb Classical Library américaine.
Plusieurs autres collections des Belles Lettres, publiées sous le patronage de l'Association Guillaume Budé, utilisent une présentation et des règles d'édition similaires: les Classiques de l'Humanisme, les Classiques de l'Histoire de France au Moyen Âge…
Depuis 1996, les Belles Lettres publient une reprise en édition de poche d'ouvrages de la Collection des Universités de France sous le nom de Classiques en poche, dirigée par Hélène Monsacré. Les textes sont tous bilingues, assortis d'une introduction destinée à un large public et de notes visant à éclairer la lecture de l'œuvre ainsi que d'un dossier présentant un « bref état de la question ».